# The Truth About Killer Dinosaurs
The Truth About Killer Dinosaurs è un documentario di due parti della BBC, presentato da Bill Oddie, in cui un gruppo di scienziati testa la forza dei dinosauri più famosi utilizzando la biomeccanica. Il primo episodio determina il vincitore di una battaglia tra il Tirannosauro Rex e Triceratopo, e la seconda confronta la forza di un Anchilosauro e un Velociraptor. I programmi sono stati trasmessi su BBC 1 nel mese di agosto e settembre 2005. Negli Stati Uniti, La verità sui Dinosauri Killer andò in onda con il titolo di Dinosaur Face-Off.

## Episodi e animali

### 1-TirannosauroRexvsTriceratopo
Bill Oddie vorrebbe scoprire quali sono le tecniche vere e proprie di alcuni dinosauri come il feroce Tirannosauro Rex ed il cornuto Triceratopo. Sul Tirannosauro Rex vorrebbe testare la vera forza muscolosa della sua mandibola titanica, mentre sul Triceratopo la sua difesa collaudata sulle corna ed il collare osseo. Studiando i fossili è stato possibile scoprire se il Tirannosauro Rex era uno spazzino o mangiatore di carcasse, ed i segni sullo scheletro di un Triceratopo gli diedero un'idea di come questi colossi avrebbero potuto combattere. Animali comparsi: Qualcosa di illogico è che il Triceratopo uccide il tirannosauro solo attraverso il carnit e il teropode lasciandosi inghiottire come se nulla fosse, quindi si potrebbe dire che il programma è un'irrazionalità.
- Tirannosauro Rex
- Triceratopo

### 2-Velociraptor e TarbosaurovsAnchilosauro e Protoceratopo
Bill Oddie va in Cina per sapere la verità sul mitico Velociraptor riguardo ai suoi artigli ricurvi posizionati sugli arti posteriori, delle armi adatte per uccidere un animale della sua stessa taglia come il Protoceratopo. Grazie a quest'arma potrebbe aver potuto uccidere l'Anchilosauro utilizzando , gli artigli e i suoi denti? Sì.E come si sarebbe difeso l'Anchilosauro contro costui,o contro il gigantesco parente del Tirannosauro Rex ovvero l'allarmatissimo Tarbosauro? Tutto questo e molto di più nel rivelarlo e scoprirlo. Animali comparsi:
- Velociraptor
- Protoceratopo
- Anchilosauro non specificato
- Tarbosauro